# تغییر رژیم
تغییر رژیم یا رژیم چنج (به انگلیسی: regime change) در علوم سیاسی جایگزینی یک رژیم با رژیم دیگر است. استفاده از این اصطلاح حداقل به سال ۱۹۲۵ میلادی بازمی‌گردد. تغییر رژیم می‌تواند از طریق تسلط یک قدرت خارجی ،انقلاب، کودتا یا بازسازی نظام پس از درهم شکستن حکومت قبلی رخ دهد. تغییر رژیم ممکن است منجر به دگرگونی و جایگزینی تمام یا بخشی از موسسات موجود دولت، دستگاه اداری، بوروکراسی و دیگر عناصر شود.